# STANAG 3350
STANAG 3350 (англ. Analogue Video Standard for Aircraft System Applications) — угода зі стандартизації НАТО STANAG, порядковий
номер 3350, у військовій бортовій авіоніці.
Відео-датчики, такі як радари, FLIR, або ракети з відеонаведенням часто надають відеовихід STANAG 3350. STANAG3350 відео передається, як складова сигналу RGB, зі швидкістю, що відповідає цивільним стандартам композитного відео, таким як NTSC, PAL, або RS-343. Відповідно до стандарту визначені тільки роздільна здатність по вертикалі і несна частота сигналу, горизонтальна роздільна здатність може змінюватися від однієї реалізації до іншої.

## Три різні версії стандарту
Черезрядкові формати, кожен з яких заснований на іншому громадянському стандарті:
- STANAG 3350 Клас A: 875 ліній, 30 кадрів / с, (60 полів / сек), на основі RS-343 RGB, зараз EIA-343A
- STANAG 3350 клас B, 625 ліній, 25 кадрів / с, на основі PAL
- STANAG 3350 клас C, 525 ліній, 30 кадрів / с, на основі NTSC RS-170A